# Model Context Protocol
Model Context Protocol（MCP、モデル・コンテキスト・プロトコル）は、2024年11月にAnthropicが発表した、生成的人工知能（生成AI）と他のシステムを双方向接続するためのオープン標準である。
AIアシスタントなどの生成AIがデータの存在するシステムに対して接続可能にするためのプロトコルであり、データを保有するシステムの開発者はMCPに対応することによって、MCPに対応する生成AIへそのデータへのアクセスを提供することが可能である。また生成AIの開発者とデータを保有するシステムの開発者の双方にとって、独自のコネクタを作成・維持することが不要となる。Anthropicと競合しているOpenAIは2025年3月に、Google DeepMindは同年4月に、AWSとマイクロソフトは同年5月に、MCPを自社製品へ組み込むことを発表した。

## 仕様

MCPクライアントとサーバーとの関係性

MCPは、Language Server Protocol（LSP）に触発されたJSON-RPC 2.0ベースのプロトコルである。クライアントサーバモデルを採用しており、用語にはそれぞれ以下のような意味がある。
- ホスト（Hosts） - 接続を開始するアプリケーション
- クライアント（Clients） -  ホスト内に存在するコネクター
- サーバー（Servers） - データを提供するサービス

1つのクライアントごとに1つのサーバーとのコネクションが存在している。サーバーは必ずしもインターネット経由でアクセスするものではなく、ローカルに存在する場合が存在する。

## 実装
- 2024年11月25日 - AnthropicがMCPを発表し、Claude for Desktopでの対応を表明[1]。
- 2025年4月7日 - GitHubはVisual Studio CodeにMCPのサポートを加え、パブリックプレビューとして公開した[9]。
- 2025年5月19日 - Microsoftは同社のOSであるWindows 11にMCPのサポートを追加することを発表した[10][11]。